# 1908 год в литературе

## События
- В столице Российской империи городе Санкт-Петербурге было создано Еврейское литературное общество[1]

## Премии

### Международные
- Нобелевская премия по литературе — Рудольф Эйкен, «За серьёзные поиски истины, всепроницающую силу мысли, широкий кругозор, живость и убедительность, с которыми он отстаивал и развивал идеалистическую философию».

### Франция
- Гонкуровская премия — Франсис Миомандр, «Написанное на воде».
- Премия Фемина — Édouard Estaunié, La Vie secrète.

## Книги
- «Часы» — произведение Алексея Ремизова.
- «Чёртов лог и полуношное солнце» — сборник рассказов и поэм Алексея Ремизова.

### Романы
- «Аня из Зелёных Мезонинов» — роман Люси Мод Монтгомери.
- «В погоне за метеором» — роман Жюля Верна.
- «Дунайский лоцман» — роман Жюля Верна.
- «Железная пята» — роман Джека Лондона.
- «Красная звезда» — роман Александра Богданова.
- «Остров пингвинов» — роман Анатоля Франса.
- «Пруд» — роман Алексея Ремизова.
- «Человек, который был Четвергом» — роман Гилберта Честертона.

### Повести
- «Ветер в ивах» — сказочная повесть британского (шотландского) писателя Кеннета Грэма.
- «Жизнь ненужного человека» — повесть Максима Горького.
- «Исповедь» — повесть Максима Горького.
- «Что есть табак. Гоносиева повесть» — повесть Алексея Ремизова.

### Малая проза
- «Благородный жулик» — сборник рассказов О. Генри.
- «В снежном плену» — сборник рассказов Брэма Стокера.
- «Старая башня» — первый рассказ Алексея Толстого.

### Пьесы
- «Синяя птица» — пьеса Мориса Метерлинка.
- «Трагедия Нэн» — пьеса Джона Мейсфилда.
- «Царь Голод» — пьеса Леонида Андреева.

### Поэзия
«Романтические цветы» — сборник стихов Николая Гумилёва

## Родились
- 6 февраля — Джео Богза, румынский писатель, поэт и журналист (умер в 1993).
- 17 марта — Борис Полевой, советский писатель и журналист (умер в 1981).
- 22 апреля — Иван Антонович Ефремов, советский писатель, фантаст, палеонтолог (умер в 1972).
- 28 мая — Ян Флеминг, английский писатель, создателей произведений о Джеймсе Бонде (умер в 1964).
- 27 июня — Жуан Гимарайнш Роза, бразильский писатель (умер в 1967).
- 6 августа –  Маник Бондопаддхай, бенгальский писатель и поэт
- 8 сентября — Эли Шехтман, еврейский писатель на идиш (умер в 1996).
- 16 сентября — Ривас Жоффруа, сальвадорский поэт, прозаик, лингвист (умер в 1979).
- 19 сентября — Мика Тойми Валтари, финский писатель (умер в 1979).
- 30 октября — Владимир Иванович Алатырцев, русский советский поэт (умер в 1964).
- Мохаммед Али Афраште, иранский прозаик и поэт (умер 1959).
- Избасар Фазылов, — каракалпакский поэт, один из зачинателей каракалпакской советской поэзии (умер в 1961).
- Оуян Шань, китайской писатель и поэт.

## Скончались
- 16 марта — Иоганнес Фастенрат, немецкий писатель, поэт и переводчик (родился в 1839).
- 7 апреля — Алексей Михайлович Жемчужников, русский поэт, сатирик и юморист (родился в 1821).
- 5 июля — Мисак Мецаренц, армянский лирический поэт (родился в 1886).
- 16 июля — Пётр Исаевич Вейнберг, русский поэт, переводчик, историк литературы (родился в 1831).
- 10 августа — Артур Ранк, французский писатель (родился в 1831).
- 19 августа — Эдмундас Степонайтис, литовский поэт, прозаик и переводчик (родился в 1892).
- 29 сентября — Машаду де Ассис, бразильский писатель.
- 16 октября — Николай Федотович Бажин, русский писатель (родился в 1843).
- 14 ноября — Арвед Барин, французская писательница (род. в 1840).
- 2 декабря –  Ильза Фрапан, немецкая писательница.
- 12 декабря — Герман Янке, прусский писатель, драматург, редактор, издатель (родился в 1845).